# 巴拉敏丁
巴拉敏丁（？—？），緬甸貢榜王朝將領。
原名芒倫，出生在瑞波。1752年，雍笈牙進攻復興漢達瓦底王國，巴拉敏丁參加了這場戰爭。雍笈牙死後，子囊陀基繼位。雍笈牙的弟弟Thinkhathu佔據東吁叛亂。巴拉敏丁支持這場叛亂。叛亂被平定後，Thinkhathu和巴拉敏丁都獲得了赦免。
1766年，清軍第二次入侵緬甸。巴拉敏丁自八莫戰略性撤退到恭屯。清軍隨後以絕對優勢的兵力圍攻恭屯。緬甸守軍在人數上處於劣勢地位，但他卻頑強地守住了這座城。
隨後內苗·希修率軍奪回八莫，並同另一位將軍瑪哈·希修率領的部隊一起合作，對清軍展開包圍。補給中轉站八莫的丟失，使清軍不得不撤退。巴拉敏丁率軍出城追擊，與內苗·希修合作，將撤退的清軍大敗。
1768年，清軍第四次入侵緬甸期間，巴拉敏丁仍奉命鎮守恭屯，極大地延遲了清軍對緬甸入侵的進度。戰爭結束後，他被辛標信任命為恭屯總督。